# Абхазький апсар

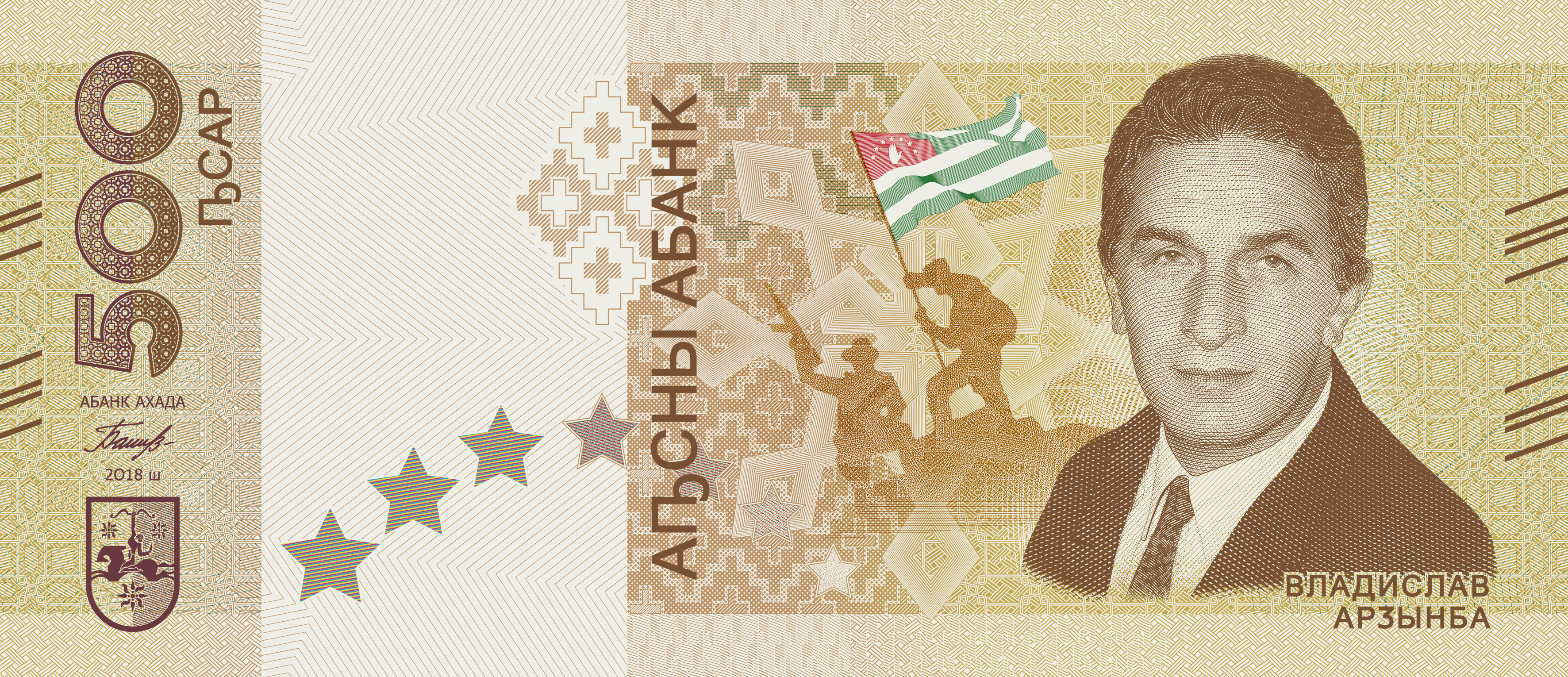

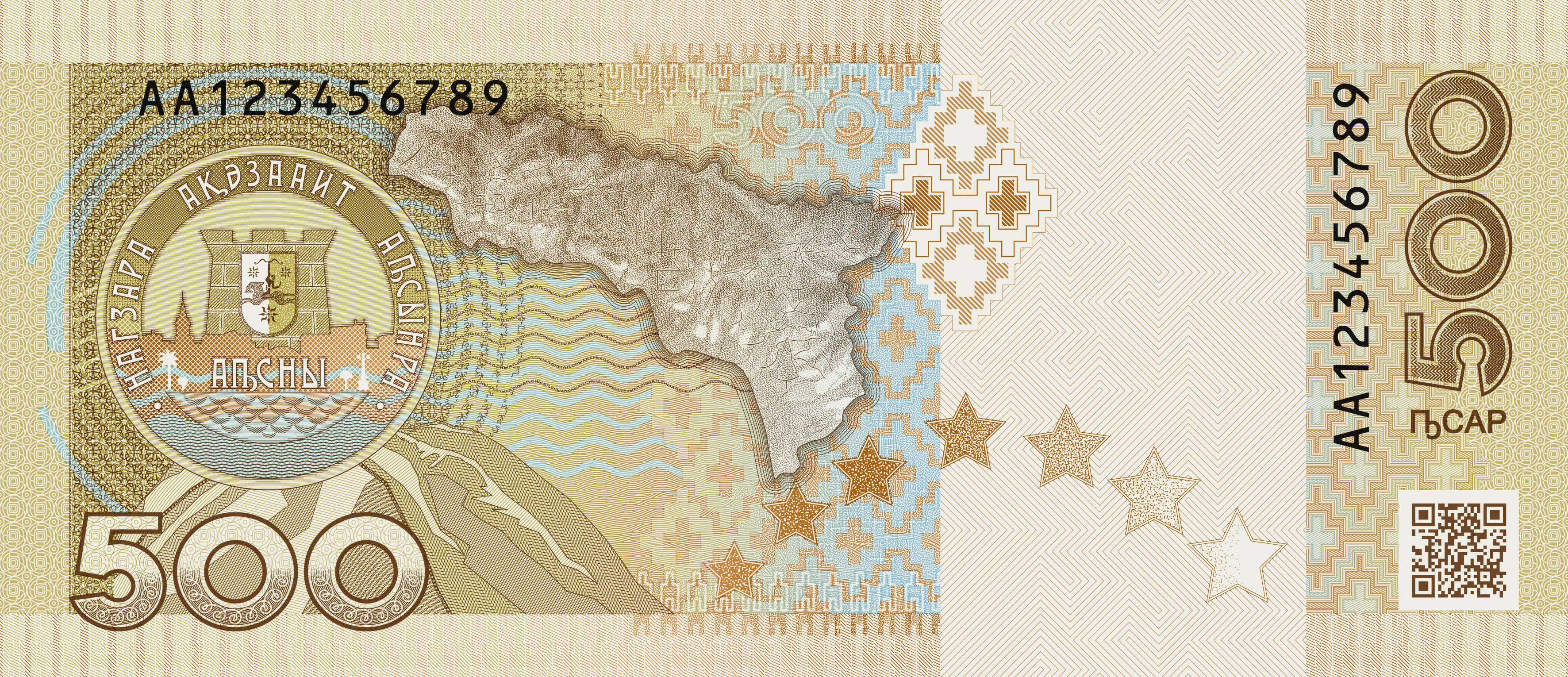

Апса́р (абх. аҧсар) — грошова одиниця в Грузії, що використовується виключно на території Абхазії. В апсарах випускаються пам'ятні монети Абхазії. Монети також мають прийматися як засіб платежу на всій території невизнаної республіки згідно з номіналом.
На практиці апсари не беруть участі в грошовому обігові через високу вартість. Згідно з валютним курсом, що встановлений Банком Абхазії, 1 апсар коштує 10 російських рублів, проте, реальна вартість визначається попитом із інвестиційних і нумізматичних цілей. Вартість золотої монети складає близько 23 тис. російських рублів, а вартість срібної з позолотою монети 4500 рублів.

## Опис
Монети відкарбовані Московським монетним двором.
- срібна монета номіналом 10 апсарів серії «Видатні особистості Абхазії», присвячена 15-річчю Перемоги в вітчизняній війні 1992—1993 рр. із зображенням Владислава Ардзинба
- срібна монета з вибірковою позолотою номіналом 10 апсарів серії «Вітчизняна війна народу Абхазії 1992—1993 рр.», присвячена 15-річчю Перемоги із зображенням фігури воїна з прапором
- золота монета номіналом 50 апсарів серії «Вітчизняна війна народу Абхазії 1992—1993», присвячена 15-річчю закінчення війни з зображенням фігури воїна з прапором
- золота монета номіналом 50 апсарів серії Видатні особистості Абхазії", присвячена 15-річчю Перемоги в вітчизняній війні 1992—1993 рр. із зображенням Владислава Ардзинба

Тираж срібної монети до 2000 штук, а золотої — до 1000 штук.
Апсари були введені в 2008 році. Незважаючи на створення цієї грошової одиниці, основним засобом платежу на території Абхазії де-факто досі є російський рубль.

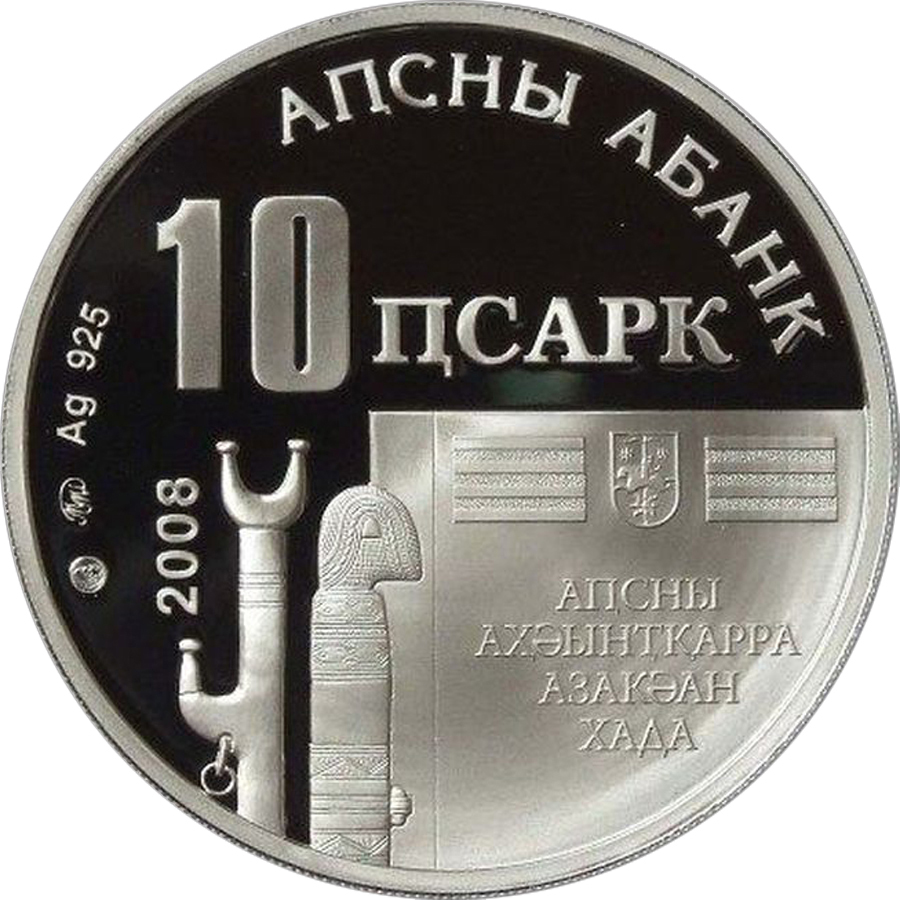
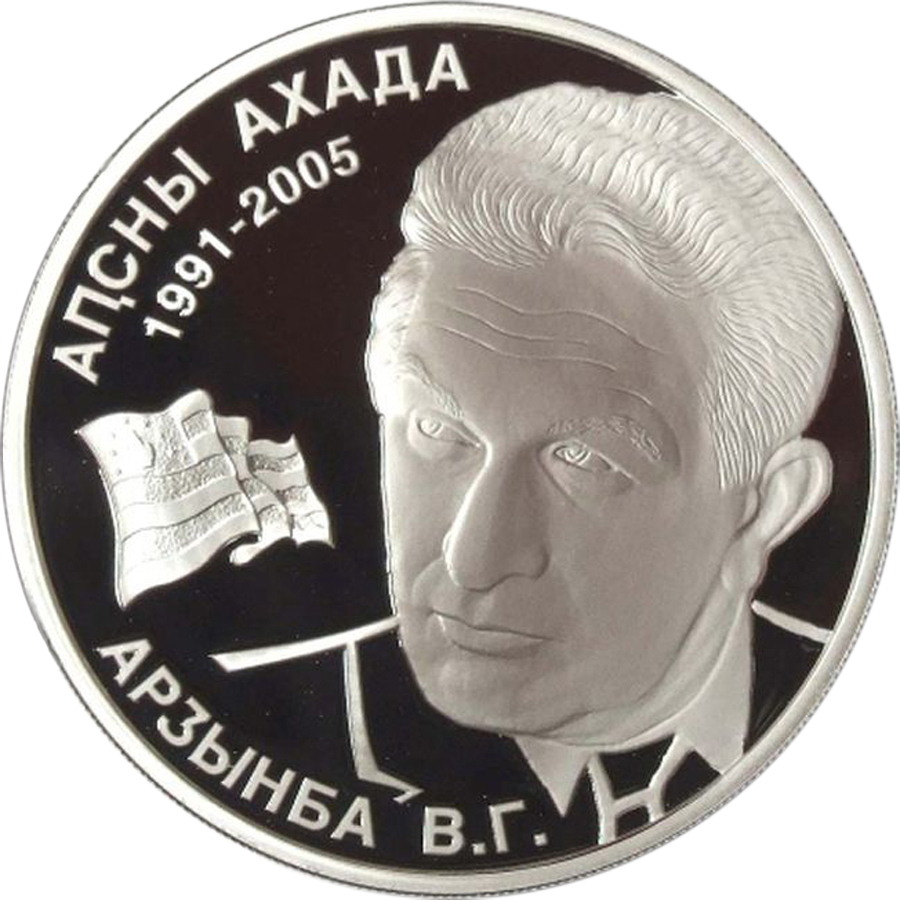
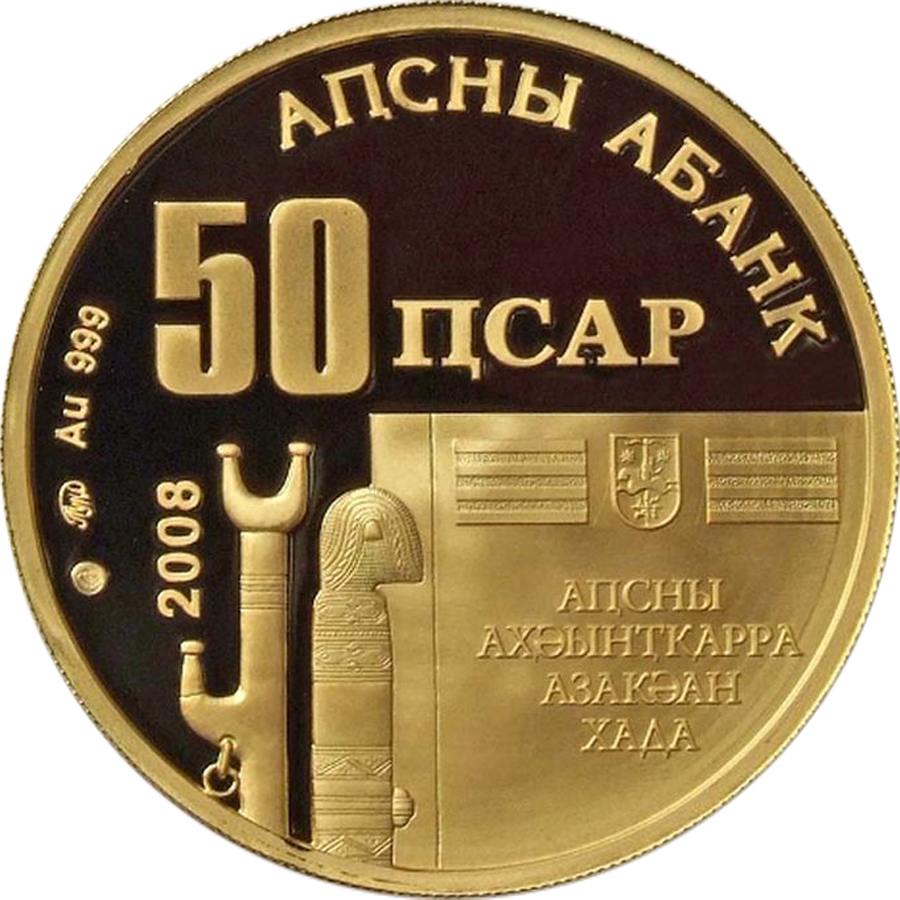
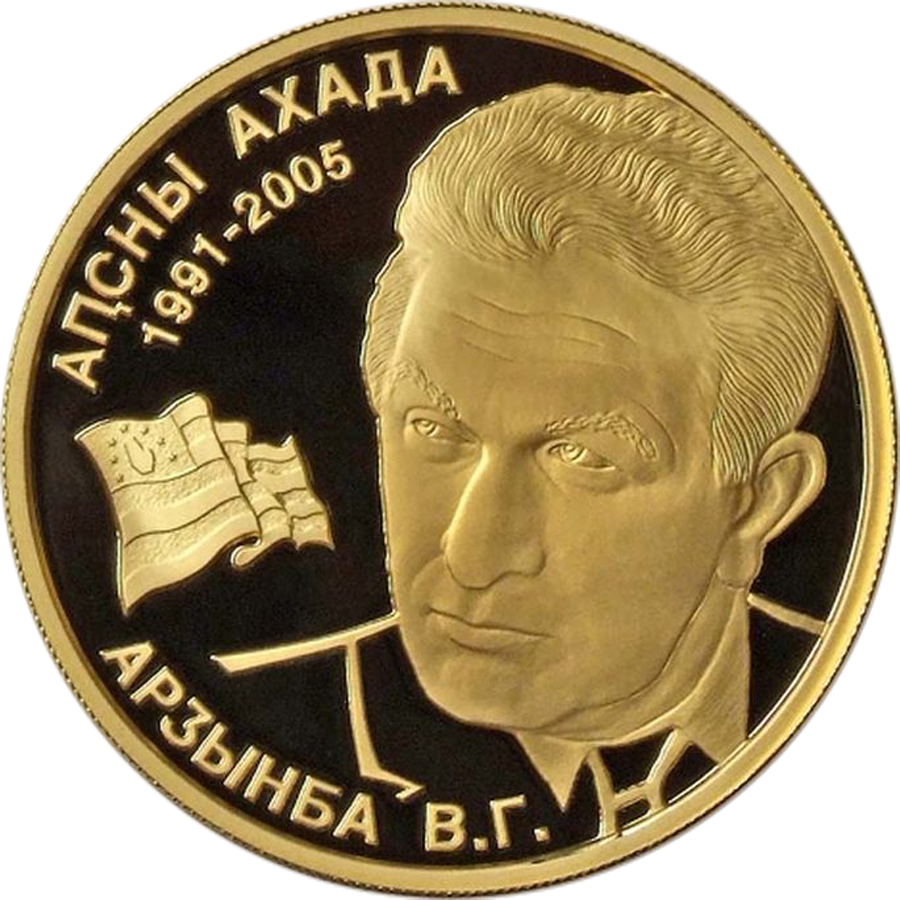
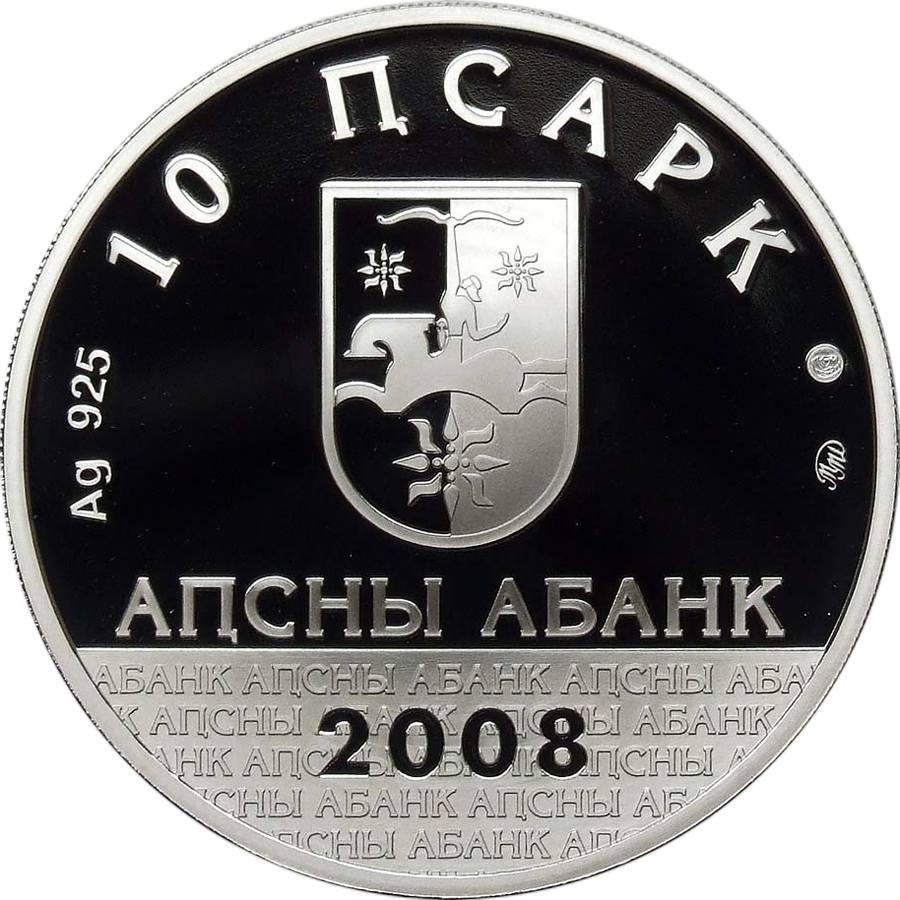
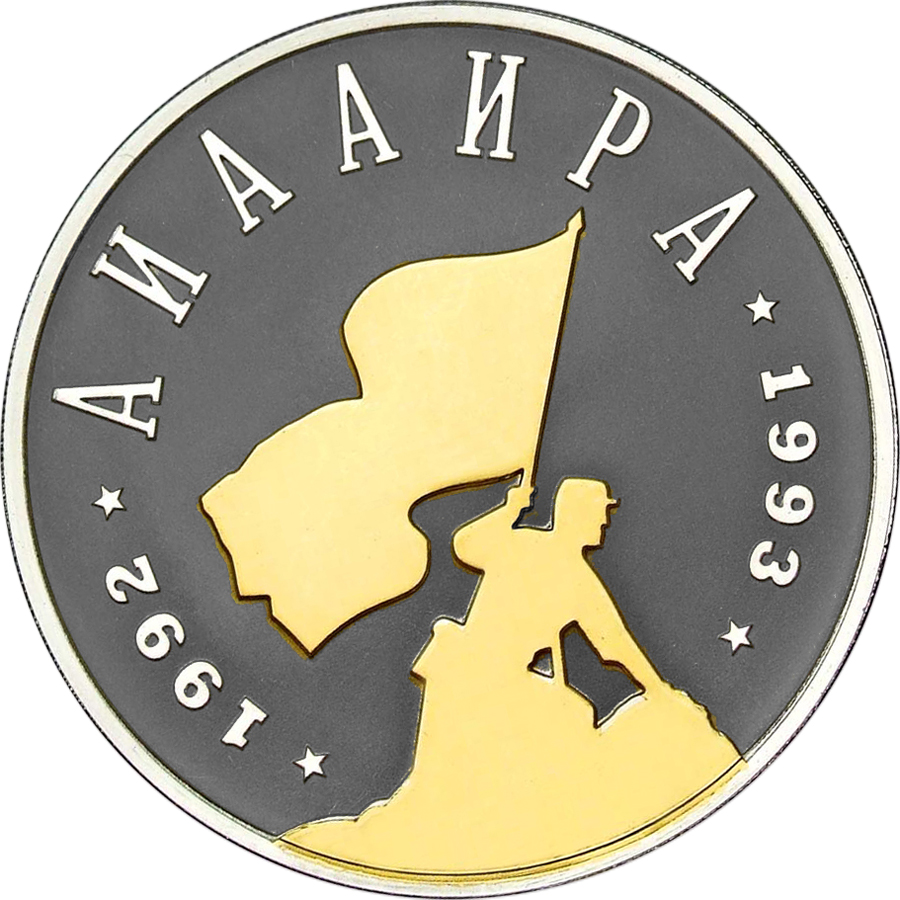
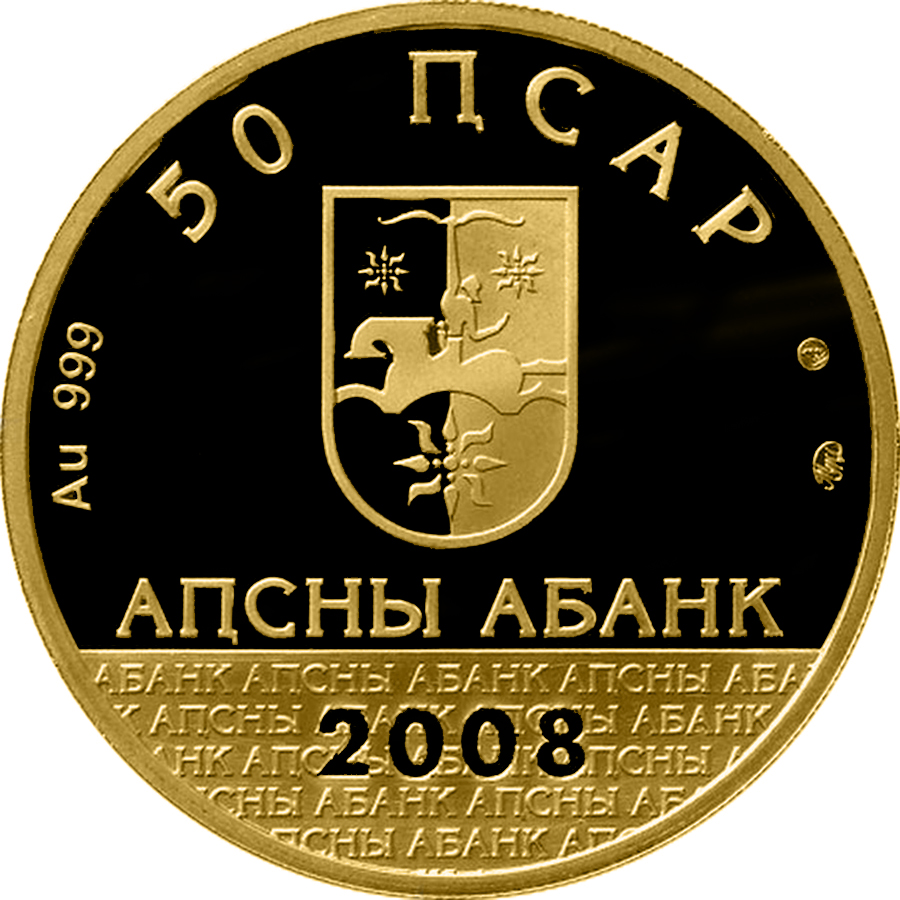
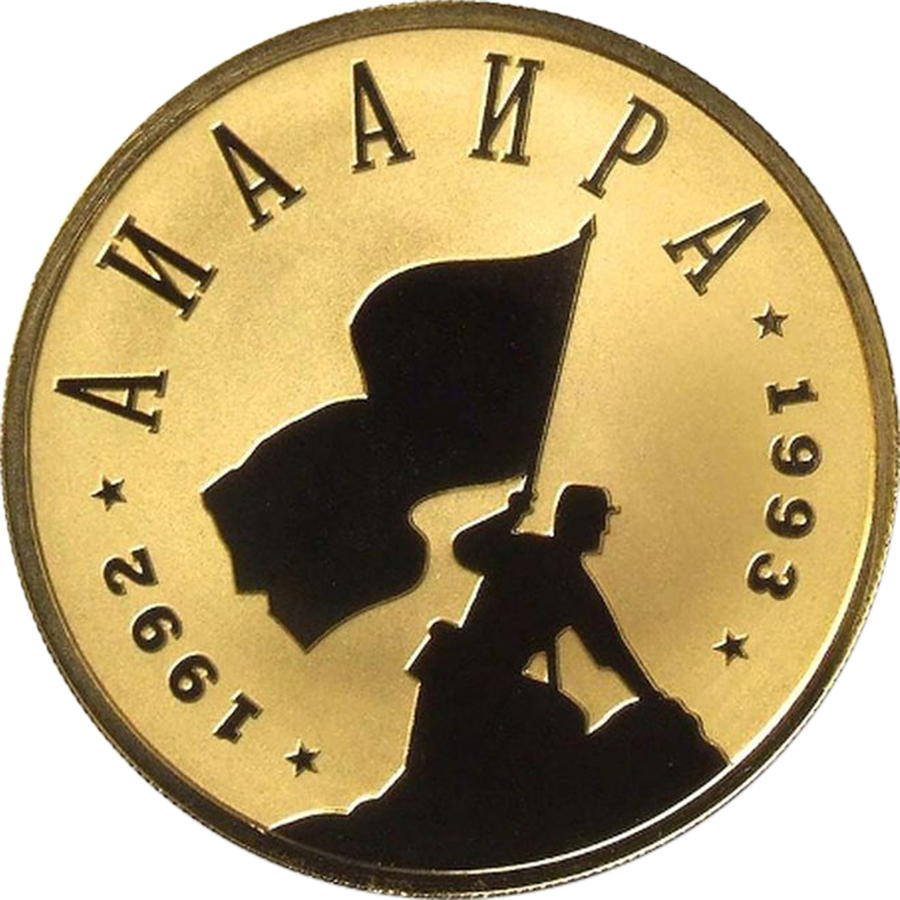
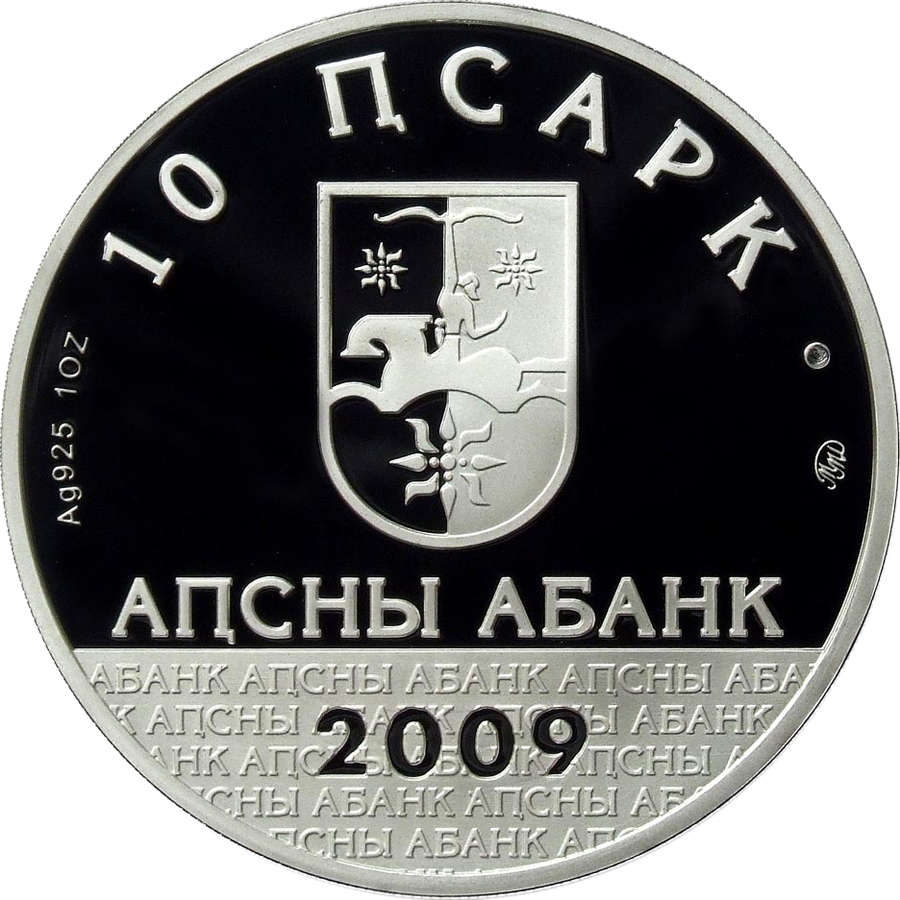
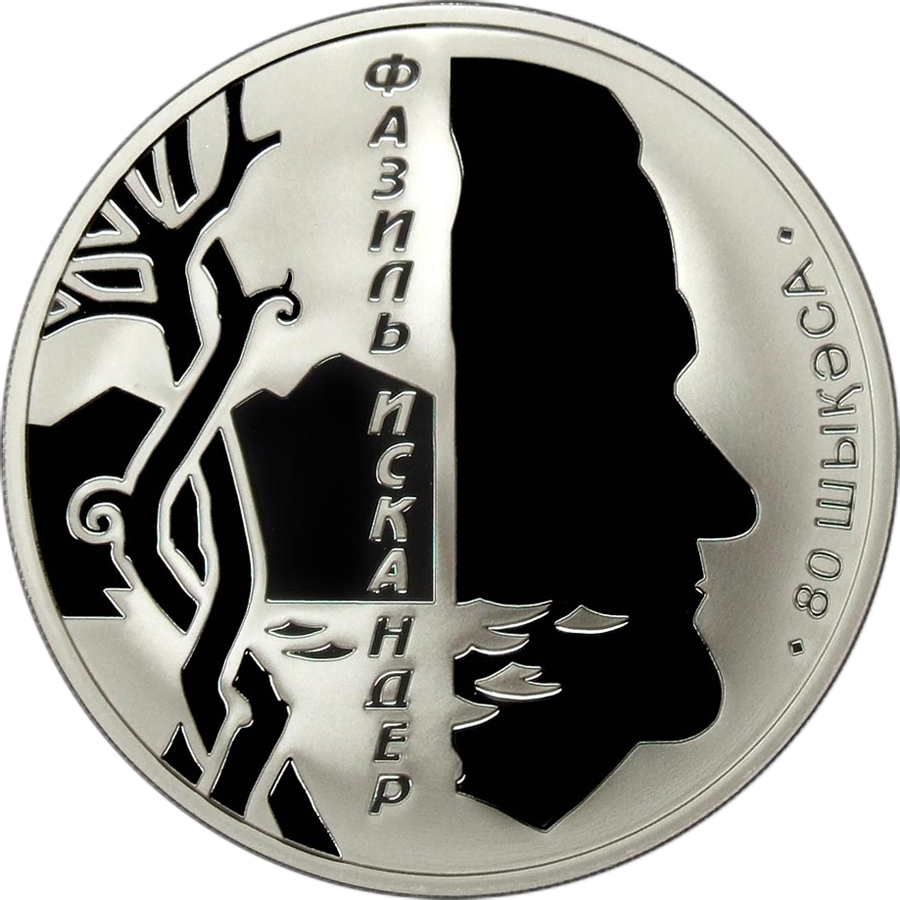
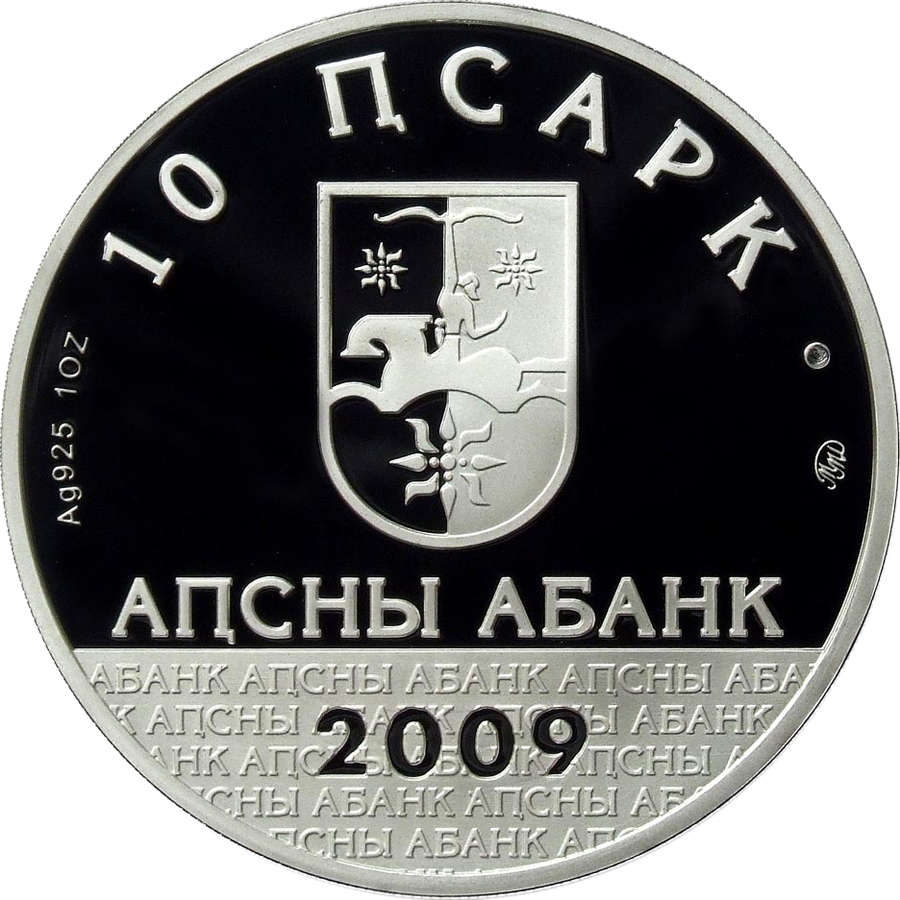
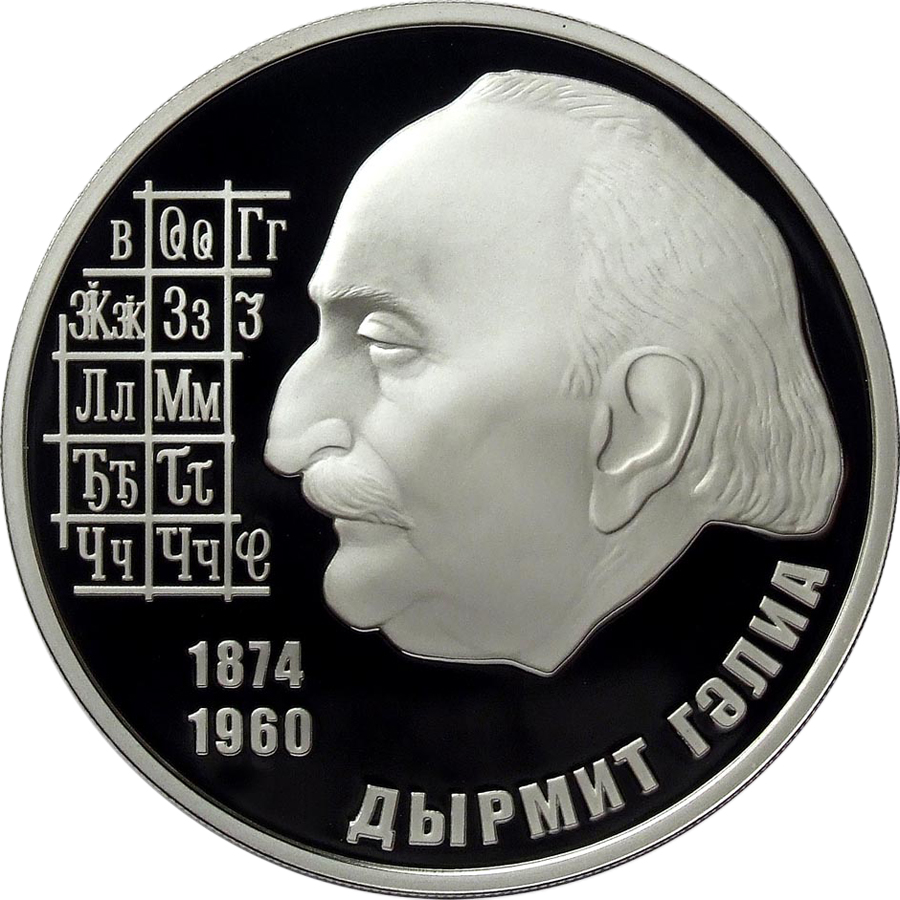
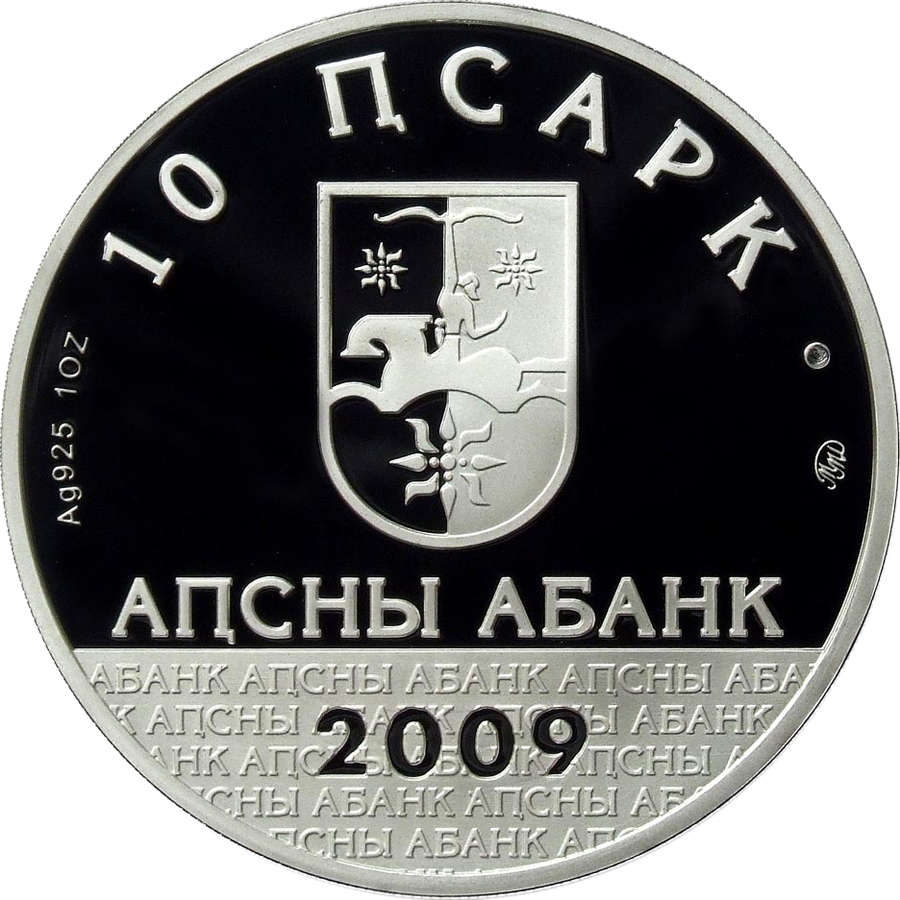
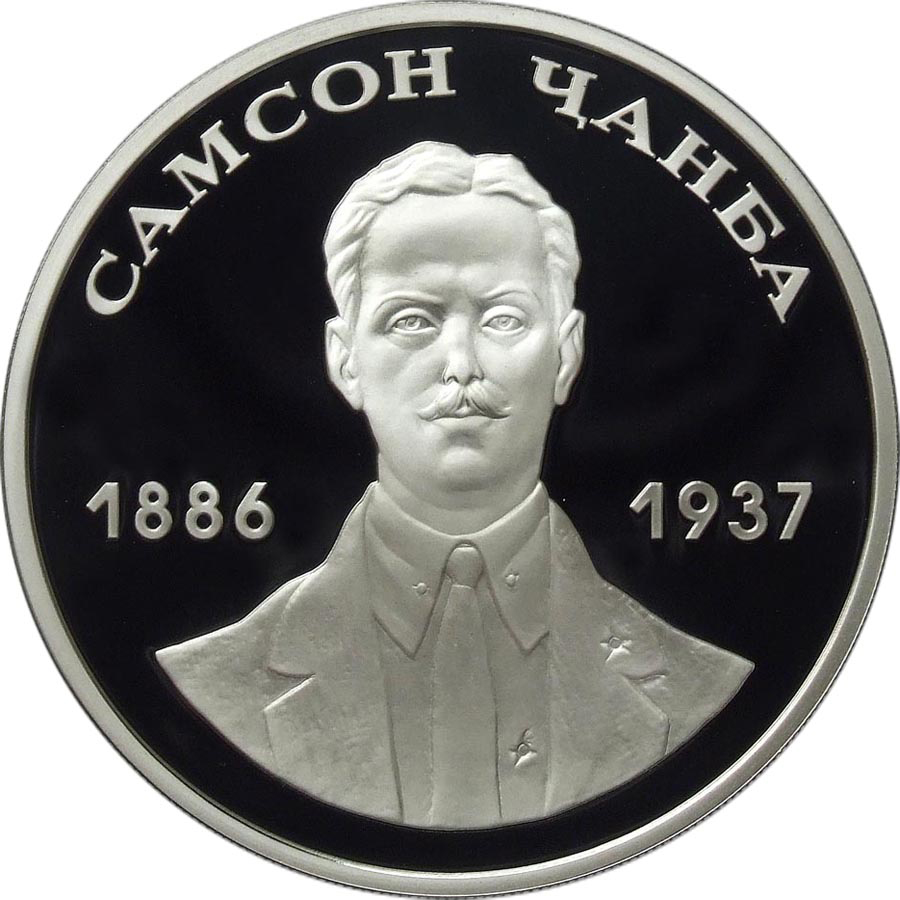
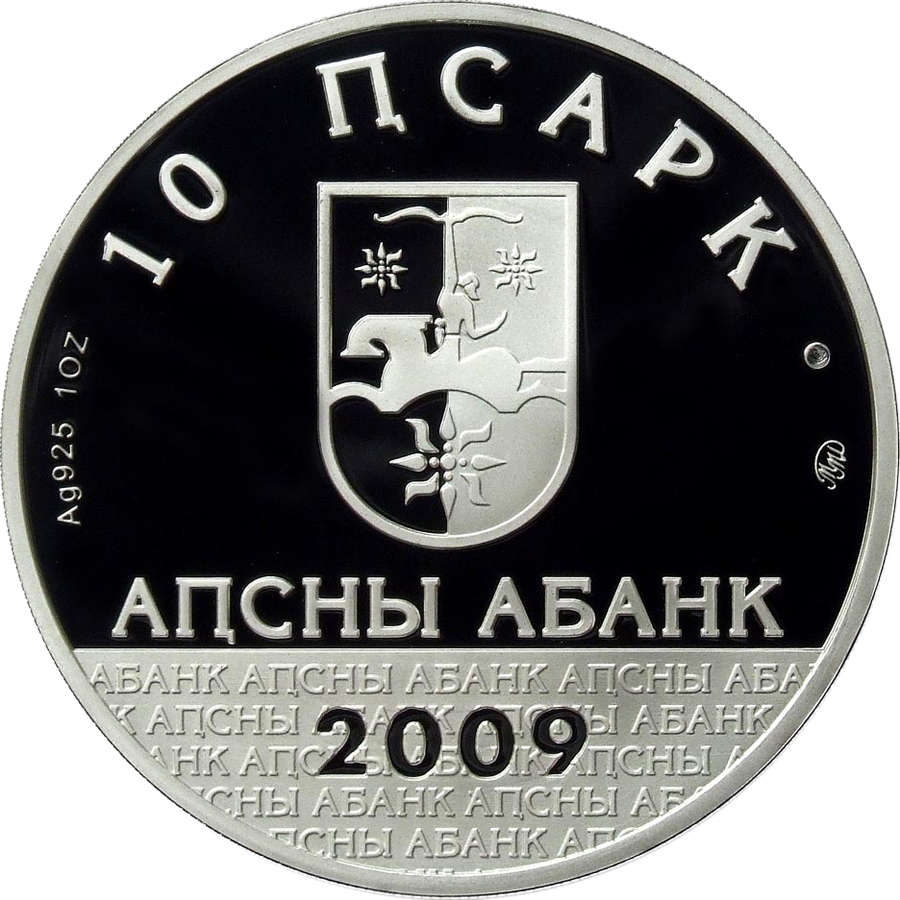
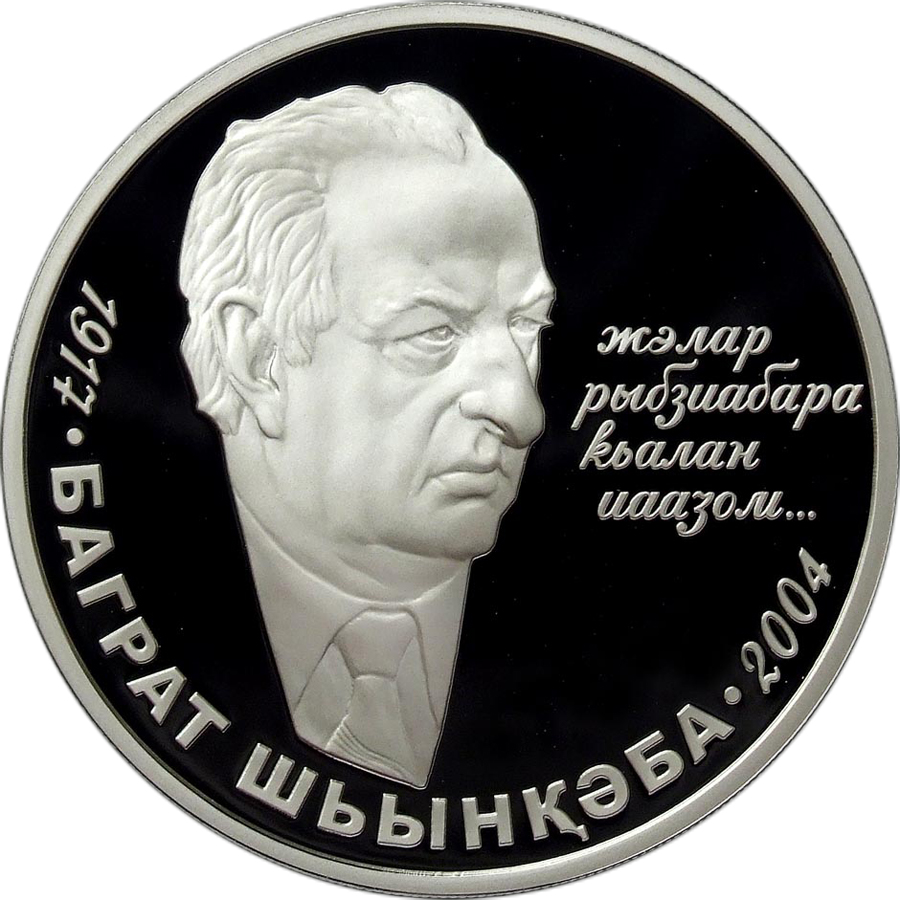

## Історія
- 26 вересня 2008 року Банк Абхазії повідомив про випуск пам'ятних монет із дорогоцінних металів номінальною вартістю 10 та 50 апсарів.